# 土師川 (京都府)
土師川（はぜがわ）は、京都府船井郡京丹波町と福知山市を流れる由良川水系の河川。由良川本流に合流する一級河川である。

## 地理
京都府京丹波町と兵庫県丹波篠山市の境付近、鎌谷奥地区が水源。京丹波町水原で井尻川を合流するまでは、北東に流れ、合流後は山間部を蛇行を繰り返しながら、北西に流れる。水原から国道9号が並走する。福知山市に入り、福知山市三和町菟原で友渕川を合流、福知山市字大内で竹田川を合流する。福知山市街に入り、福知山市字堀蛇ケ端で由良川に合流する。

## 歴史
由良川との合流点付近は、しばしば水害に見舞われてきた。
- 1896年（明治29年）8月30日 - 台風接近に伴う暴風雨により堤防が決壊。151戸が流出し、400人が死亡[2]。
- 2004年（平成14年） - 台風23号により浸水被害。

## 流域の自治体
京都府
船井郡京丹波町、福知山市
兵庫県
丹波市、丹波篠山市

## 主な支流
上流から順
- 東又川
- 井尻川
- 奥山川
- 猪鼻川 - 加用川
- 友淵川
- 岼ヶ鼻川
- 細見川 - 西松川
- 川合川 -台頭川
- 寺尾川
- 平石川
- 竹田川 - 大内川、田野川